# Пызеп (верхний приток Чепцы)
Эта статья о верхнем притоке Чепцы. Статья о нижнем притоке с таким же названием находится здесь
Пызе́п — река в России, протекает по Кезскому и Балезинскому районам Удмуртии. Правый приток Чепцы, устье реки находится в 361 км по правому берегу. Длина реки составляет 59 км, площадь бассейна — 790 км².
Река начинается на Верхнекамской возвышенности, на южной окраине деревни Рахмал Балезинского района, через 1,5 км река пересекает границу Кезского района. Течёт сначала на восток, у нежилой деревни Евтенки поворачивает на юг. Впадает в Чепцу неподалёку от покинутой деревни Усть-Пызеп в районе деревни Бани (Кезский район). Ширина реки у устья — около 30 метров, скорость течения 0,3 м/с.
Большей частью река течёт через леса, отдельные участки заболочены. Значительную часть течения образует границу Балезинского и Кезского районов. Основные притоки — Суда, Гыер, Медьма, Сыга (левые); Куад, Дырпа, Юмыж (правые).

## Данные водного реестра
По данным государственного водного реестра России относится к Камскому бассейновому округу, водохозяйственный участок реки — Чепца от истока до устья, речной подбассейн реки Вятка. Речной бассейн реки — Кама.
Код объекта в государственном водном реестре — 10010300112111100032899.